# Zumsoi
Zumsoi (txetxè: Зумса) és un poble de la república de Txetxènia, a Rússia, segons el cens del 2022 tenia 252 habitants.